# Anoukis
Anoukis est le nom grec d'une déesse de la mythologie égyptienne. Son nom égyptien est Anqet (ou Anket, Anouket), « Celle qui enlace/embrasse ».

## Fonctions
À l'Ancien Empire, elle était vénérée comme une divinité associée à l'eau. Fille du dieu Rê, elle veillait sur le roi et au bon déroulement de la crue du Nil.
Au Nouvel Empire, elle devint la parèdre du dieu Khnoum aux côtés de Satis (dont elle est généralement la fille) avec qui elle forme la triade d'Éléphantine. Elle est alors chargée de canaliser la crue engendrée par Satis pour éviter les trop peu et les trop plein. Parmi ses épithètes on trouve ainsi, « Celle qui nourrit les champs », « Celle qui donne la vie » ou encore « Celle qui tire en avant » (en référence à l'inondation). Elle symbolise également la Nubie, pays des sources du Nil. Elle est alors la « dame du Sud » et est associée aux produits précieux que les Égyptiens allaient y chercher.
Son animal sacré était la gazelle dorcas, nombreuses sur les bords du Nil dans la région de la première cataracte, dont une nécropole a été découverte à Kômir, au sud d'Esna.
À l'époque ptolémaïque, elle fut également associée à la luxure et à la sexualité par extension de son rôle fertilisant et peut-être du fait de son nom ambigu[réf. nécessaire]. Elle est alors associée au coquillage cauri dont la forme rappelle celle d'une vulve.[réf. nécessaire].

## Diffusion du culte
Surtout adorée dans la région de la première cataracte, des temples lui étaient exclusivement consacrés (comme sur l'île de Sehel) ou bien elle les partageait avec les autres membres de la triade (comme sur l'île Éléphantine). Elle est également adorée en Nubie et à Kômir, où elle est associée à la déesse Nephtys.
Les Grecs l'assimilèrent à la déesse Hestia.

## Représentation
Elle est représentée sous les traits d'une femme à la robe moulante et tient souvent dans sa main le grand sceptre de papyrus. Elle est coiffée d'une haute couronne de plumes (que les égyptologues semblent penser d'origine nubienne ; probablement des plumes d'autruche), parfois de la couronne blanche agrémentée de deux cornes de gazelle ou encore sous forme anthropomorphe avec une tête de gazelle.

## Source
- Roland Harari et Gilles Lambert, Dictionnaire des dieux et des mythes égyptiens, Le Grand Livre du Mois, 2002, 242 p. (ISBN 978-2-7028-7781-4), p. 19.